# Снежко-Блоцкая, Александра Гавриловна
Александра Гавриловна Снежко-Блоцкая (21 февраля 1909, Волчанск, Харьковская губерния — 28 декабря 1980, Железнодорожный, Московская область) — советский режиссёр-мультипликатор. Известна многочисленными экранизациями авторских сказок и фольклора народов мира.

## Биография
Родилась 21 февраля 1909 года в Волчанске Харьковской губернии Российской империи в семье инженера-железнодорожника Гавриила Николаевича Снежко-Блоцкого. Отец рано умер, и Александра воспитывалась в семье старшей сестры Лидии Гавриловны и её мужа Яна Станиславовича Ольшамовских.
Вскоре Александра и её опекуны переехали в Рязанскую губернию, в город Шатура (ныне Московская область). Там она окончила школу-семилетку, параллельно работая помощницей библиотекаря в местном клубе. По словам дочери, именно тогда у неё пробудилась любовь к сказкам, которые она собирала и экранизировала всю свою жизнь.
Училась в студии живописи при Архитектурно-строительном институте у Ивана Рерберга и в Центральной студии живописи и графики у Ильи Машкова.
В 1932 году устроилась в киножурнал «Союзкинохроника» в качестве художника-оформителя. В 1934 году поступила на студию «Межрабпомфильм» в цех рисованного фильма, участвовала в фильмах режиссёров Владимира Сутеева и Дмитрия Бабиченко как художник-мультипликатор. С 1936 года работала на студии «Союзмультфильм» ассистентом и вторым режиссёром в группах Ивана Иванова-Вано, Михаила Цехановского, Александра Евмененко и других.
Совместно с Владимиром Полковниковым поставила мультфильмы «Оранжевое горлышко» и «Заколдованный мальчик». С 1956 года работала самостоятельно.
Широкую известность Снежко-Блоцкой принесли экранизации сказок и мифов народов мира, в частности, цикл из пяти мультфильмов по мотивам древнегреческой мифологии, а также экранизации сказок Пушкина, Киплинга, Гайдара, Лагерлёф. С 1961 года и до окончания режиссёрской деятельности сотрудничала с композитором Виталием Гевиксманом, который писал музыку к её мультфильмам.
Умерла 28 декабря 1980 года в возрасте 71 года в  городе Железнодорожный, Московская область. Похоронена на кладбище Церкви Пресвятой Троицы (деревня Павлино, городской округ Балашиха, Московская область).

### Семья
Никогда не была замужем, однако состояла в отношениях с композитором Львом Шварцем, в дальнейшем женатом на её сестре.
Дочь Сюзанна Львовна Богданова.
Брат Николай Снежко-Блоцкий (1888—1941), эсер, после амнистии 1919 года подписал заявление об отказе от контрреволюционной деятельности, в 1921 году был арестован ночью больным, и после пятичасового ночного допроса Агранов заставил его подписать протокол с искажёнными показаниями. Был свидетелем обвинения на процессе партии правых эсеров, в ходе процесса отказался от показаний данных на предварительном следствии, инженер-изобретатель, работал по договору во Всесоюзном радиокомитете при СНК СССР. Арестован 6 мая 1941 года, 7 июля 1941 года приговорён ВК ВС СССР к расстрелу, 16 октября 1941 года расстрелян в Москве.
Сестра — Надежда Снежко-Блоцкая, художница.
Племянник — Александр Шварц (1945—2020), художник, музыкант.

## Фильмография

### Режиссёр-постановщик
- 1954 — Оранжевое горлышко
- 1955 — Заколдованный мальчик

### Режиссёр
- 1937 — Храбрый заяц (не сохранился)
- 1947 — Конек-горбунок
- 1949 — Гуси-лебеди
- 1951 — Сказка о мёртвой царевне и о семи богатырях
- 1952 — Снегурочка
- 1957 — Верлиока
- 1958 — Сказка о Мальчише-Кибальчише
- 1959 — Янтарный замок
- 1961 — Дракон — приз «Чёрный лотос» на II МКФ в Дели
- 1962 — Чудесный сад
- 1963 — Баранкин, будь человеком! — приз и Бронзовая медаль XV МКФ в Венеции
- 1963 — Дочь солнца
- 1965 — Рикки-тикки-тави
- 1967 — Сказка о золотом петушке
- 1968 — Кот, который гулял сам по себе
- 1969 — Мужские носки (по заказу Росторгрекламы)[7]
- Цикл «Легенды и мифы Древней Греции»:
  - 1969 — Возвращение с Олимпа
  - 1971 — Лабиринт. Подвиги Тесея
  - 1971 — Аргонавты
  - 1973 — Персей
  - 1974 — Прометей

### Сценарист
- 1949 — Гуси-лебеди
- 1952 — Снегурочка
- 1957 — Верлиока

### Художник-постановщик
- 1937 — Негритянская сказка
- 1938 — Сказка о добром Умаре

### Художник-мультипликатор
- 1934 — Клякса в Арктике (не сохранился)
- 1935 — Квартет (не сохранился)
- 1935 — Клякса-парикмахер (не сохранился)
- 1937 — Шумное плавание

### Ассистент режиссёра
- 1944 — Краденое солнце
- 1944 — Телефон
- 1945 — Зимняя сказка
- 1945 — Дом № 13

## Награды
- Почётная грамота Президиума Верховного Совета РСФСР (22 октября 1966 года) — за многолетнюю плодотворную работу на киностудии «Союзмультфильм» и достигнутые творческие успехи[8]